# Zsófia Kovács (triatleta)
Zsófia Kovács (Gyöngyös, 7 de fevereiro de 1988) é uma triatleta profissional húngara.

## Carreira
Zsófia Kovács competidora do ITU World Triathlon Series, disputou os Jogos de Londres 2012, ficando em 51º.